# ثور

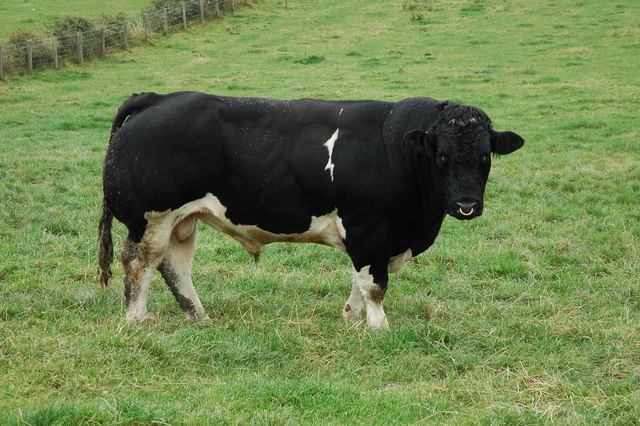
ثور هولشتاين

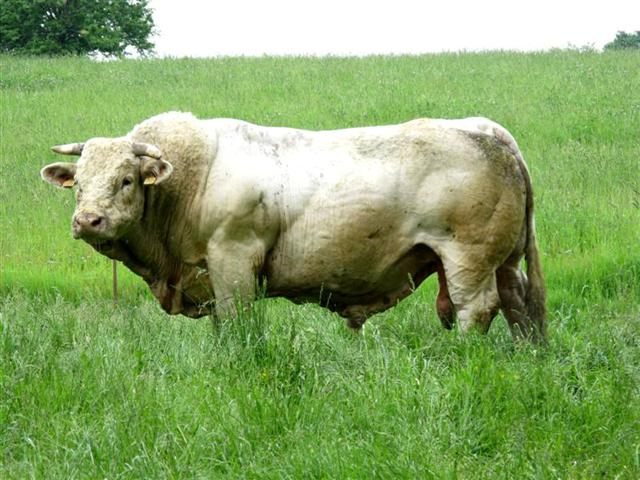
ثور شارولاز

الثور هو ذكر البقر، ويكون أقوى وأكثر عدوانية من البقرة، ويعد رمزًا في طقوس العديد من الأديان [بحاجة لدقة أكثر] ويستخدم في أنشطة رياضية وثقافية متنوعة، مثل مصارعة الثيران وركوب الثور، كما تستخدم في الزراعة.
قد يهيج الثور ويسبب خطراً إذا كان مزاجه عكرا، لذا ينبغي توخي الحذر عند التعامل معه.

## الصفات

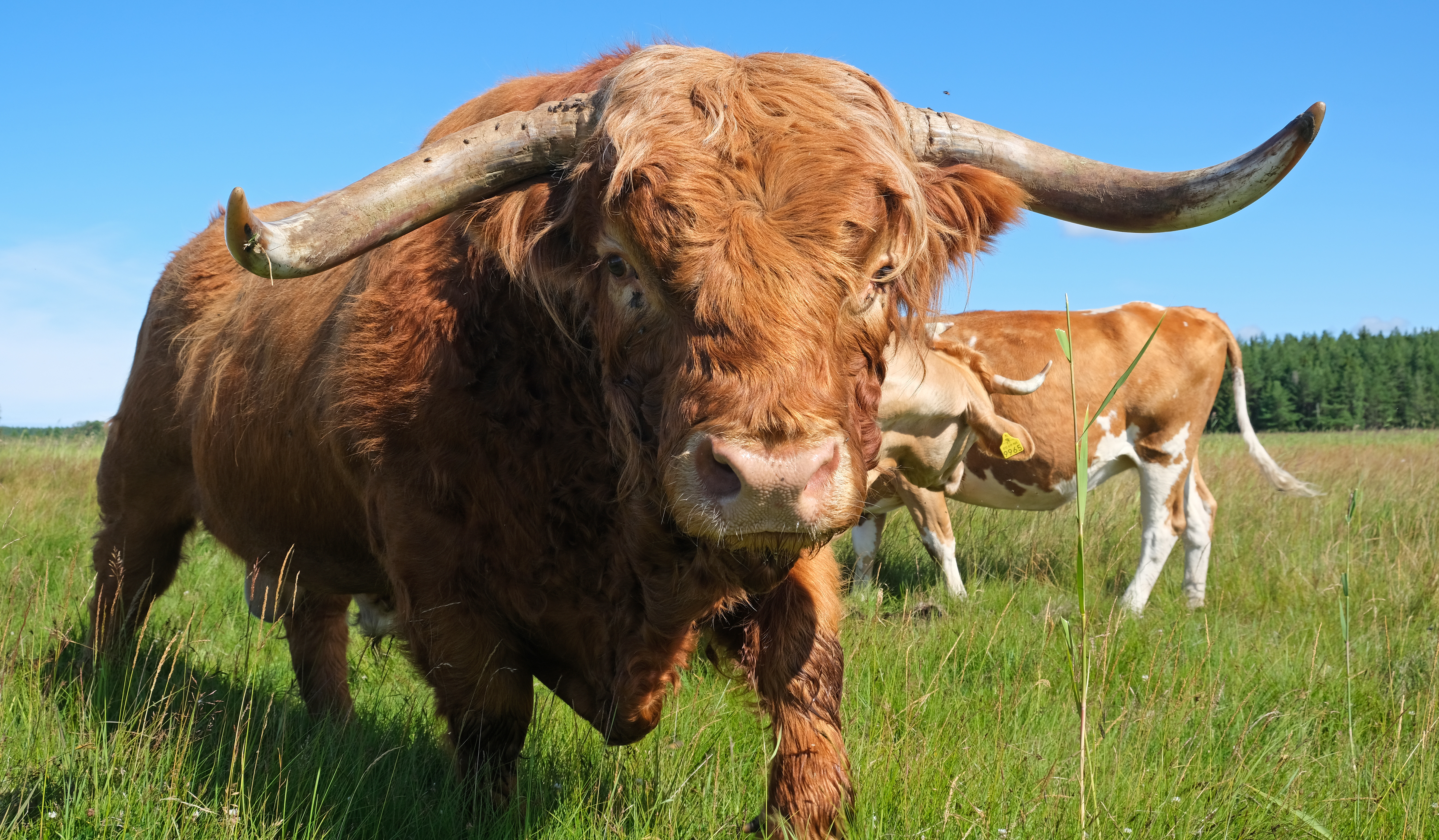
ثور اسكتلندي

الثيران عضلات أكثر بكثير من الأبقار، مع عظام أكثر سمكًا وأقدام أكبر وأعناق عضلية ورأس عظمي كبير مع نتوءات واقية فوق العينين. تساعد هذه السمات الثيران على التنافس من أجل السيطرة على القطيع، مما يمنح الفائز وصولاً أفضل إلى الأبقار من أجل التكاثر. عادة ما يكون شعر الجسم أقصر، لكن العنق والرأس عادة ما يكون لهما "بدة" من الشعر المجعد. عادة ما تكون الثيران بنفس الارتفاع أو أطول قليلاً من الأبقار، لكنها عادة ما تكون أثقل بكثير بسبب عضلاتها الإضافية وكتلة العظام. غالبًا ما يكون للثيران سنام على أكتافهم.
من بين الماشية ذات القرون، تميل قرون الثيران إلى أن تكون أكثر سمكًا وأقصر من قرون البقر، وفي العديد من السلالات تنحني للخارج في قوس مسطح بدلاً من شكل قيثارة. الاعتقاد الشائع بأن الثيران لها قرون وأن الأبقار ليس لها قرون غير صحيح: فوجود القرون يعتمد على السلالة، أو في السلالات ذات القرون يعتمد على ما إذا كانت القرون قد تمت إزالتها. (ومع ذلك، في كثير من سلالات الأغنام، الذكور فقط لديهم قرون.) الماشية المولودة بدون قرون تُعرف بالماشية ذات القرون أو الأبقار الرخوة.
تشبه الثيران المخصية الأبقار من حيث الحجم والقرون، ولكن إذا سمح لها بالوصول إلى مرحلة النضج ، فيمكن أن تكون أطول بكثير من الثيران أو الأبقار، مع أكتاف وأعناق عضلية.

### التشريح التناسلي

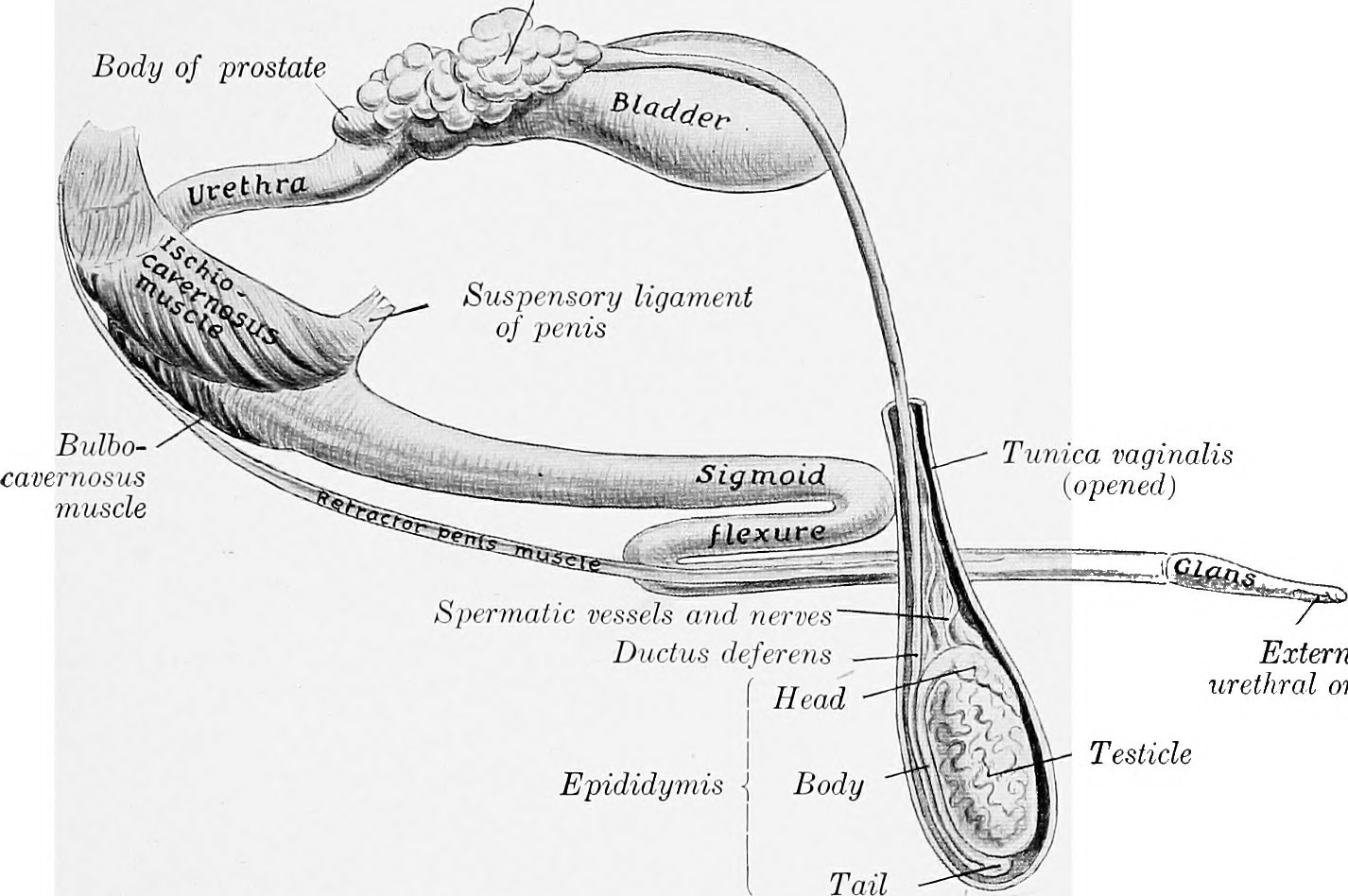
الجهاز التناسلي للثور

تصبح الثيران خصبة حوالي سبعة أشهر من العمر. فترتبط خصوبتهم ارتباطًا وثيقًا بحجم الخصيتين ، وأحد الاختبارات البسيطة للخصوبة هو قياس محيط كيس الصفن ؛ ومن المرجح أن يكون الثور الصغير خصبًا بمجرد وصوله إلى 28 سم (11 بوصة) ؛ وقد يزيد طول الثور البالغ عن 40 سم (16 بوصة). فالثيران لها قضيب ليفي مرن. وبالنظر إلى الكمية الصغيرة من أنسجة الانتصاب ، يحدث تضخم طفيف بعد الانتصاب. وقد يكون القضيب صلبًا جدًا عندما لا يكون منتصبًا ، ويصبح أكثر صلابة أثناء الانتصاب. لا يتأثر النتوء كثيرًا بالانتصاب ، بل يتأثر بارتخاء عضلة القضيب الضام وتقويم الثني السيني. فتتأثر الثيران أحيانًا بحالة تعرف باسم "القضيب المفتاحي". ويبلغ قطر قضيب الثور الناضج حوالي 3-4 سم وطوله 80-100 سم. حشفة الثور القضيب لها شكل مستدير وممدود.

### المفاهيم الخاطئة
ثمة اعتقاد خاطئ و ذائع يتكرر على مستوى فضفاض في تصوير سلوك الثور وهو أن اللون الأحمر يغضب الثيران ، الأمر الذي يحرضهم على توجيه الاتهامات لهم. و في العالم الحقيقي ، مثل أغلب الثدييات ، تكون الأبقار حمراء وخضراء عمياء اللون . وفي مصارعة الثيران ، تثير حركة الرداء المرافق لمصارع الثيران ، وليس اللون ، رد فعل في الثور.

## الإدارة

### إنتاج لحوم البقر
بخلاف الثيران القليلة اللازمة للتربية، يتم إخصاء الغالبية العظمى من ذكور الماشية وذبحها للحوم قبل سن ثلاث سنين، باستثناء المقار التي تكون مطلوبة (مخصيًا) كثيران للعمل للنقل. يكمل إخصاء أكثرية حيوانات البقر تلك كعجول لتقليل السلوك العدواني وحجب التزاوج غير المراد فيه، على الرغم من أن بعضها يكمل تربيته على أساس أنه لحم بقري غير مخصّص. من المعتاد أن يكون الثور جاهزًا للذبح قبل شهر أو شهرين من الذكر أو الأنثى المخصي، وينتج نسبيًا عضلات أكثر رشاقة.
تجسد نقط النسق طريقة هادفة لوصف قدر الهيكل العظمي للثيران والماشية الأخرى. يمكن استخدام درجات النظام كوسيلة معاونة للتنبؤ بكميات الماشية الناضجة والمساندة في اختيار ثيران البقر. يكمل حسابها من زيادة وعمر الورك. في كتالوجات المبيعات، ينهي الإبلاغ عن ذاك القياس بشكل متتابع فضلا على ذلك الوزن وبيانات الأداء الأخرى مثل قيمة السلالة المقدرة.

### مزاجه والتعامل معه

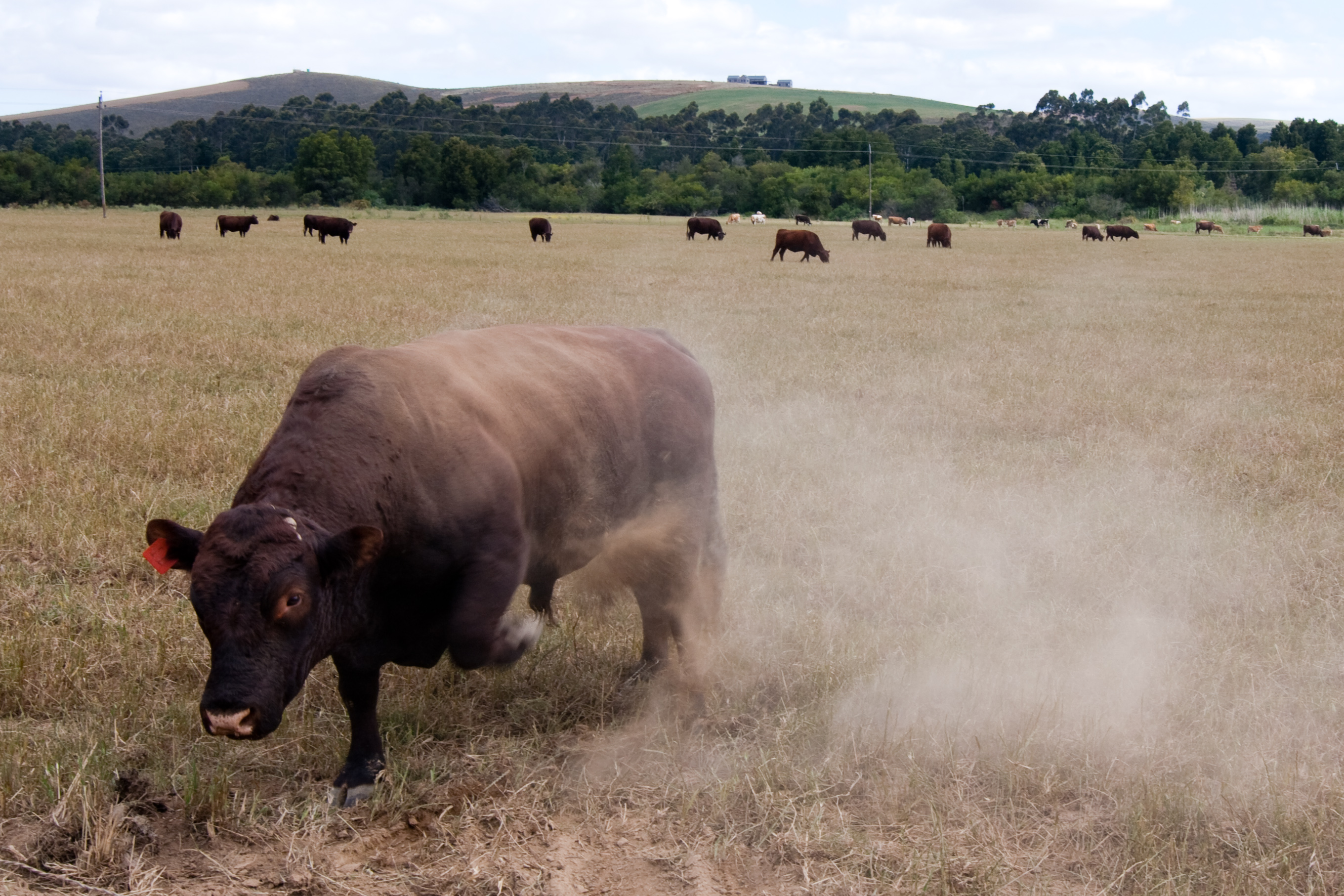
ثور يرفع الغبار في عرض التهديد

قد تزن الثيران البالغة ما بين 500 و 1000 كجم (1100 و 2200 رطل). معظمهم قادرون على السلوك العدواني ويتطلبون معالجة دقيقة لضمان سلامة البشر والحيوانات الأخرى. قد تكون سلالات الألبان أكثر عرضة للعدوانية ، في حين أن سلالات لحوم البقر أقل عدوانية إلى حد ما ، على الرغم من أن سلالات لحوم البقر مثل الثور الإسباني القتالي والحيوانات ذات الصلة تُعرف أيضًا بالميول العدوانية ، والتي يتم تشجيعها بشكل أكبر من خلال التربية الانتقائية.
ما يقدر بنحو 42 ٪ من جميع الوفيات المرتبطة بالماشية في كندا هي نتيجة لهجمات الثيران ، ونجا أدنى من واحد من كل عشرين ضحية لهجوم ثور. ثيران سلالات الألبان خطيرة بخاصة ولا يمكن التنبؤ بها ؛ تعتبر مخاطر التعامل مع الثور سببًا جوهريًا للإصابة والوفاة لمزارعي الألبان في عدد محدود من أجزاء الولايات المتحدة الامريكية. الحاجة إلى تحريك الثور للداخل والخارج من حظيره لتغطية الأبقار يعرض المعالج لخطر خطير على الحياة والأطراف. كان التعرض للدهس أو التشويش على الحائط أو نطح الثور واحد من أكثر أسباب الهلاك شيوعًا في تصنيع الألبان قبل عام 1940. وبخصوص بمثل هذه المجازفات الخطيرة ، اقترحت إحدى المجلات الزراعية المشهورة ، "التناقل مع الثور بموظفة و لا تجازف ، فالثور اللطيف ، وليس الشرير ، غالبًا ما يقتل حارسه أو يقوم بتشويهه ".

### التعامل معه

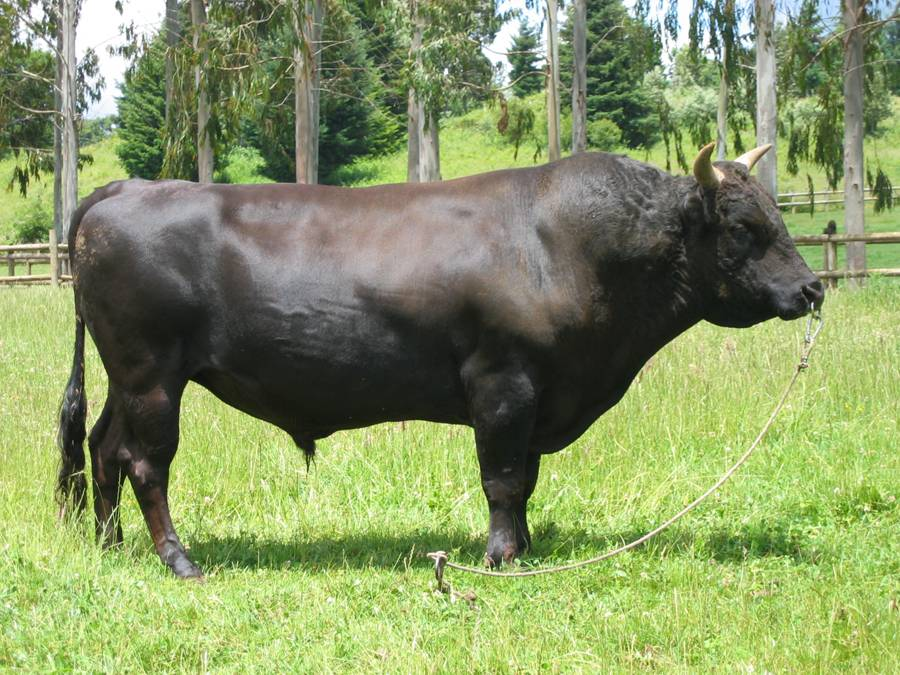
ثور بحلقة أنف

في عدد كبير من المناطق ، يعد وضع الحلقات في أنوف الثيران أمرًا تقليديًا للمساعدة في الهيمنة فوق منها. عادة ما تكون الحلقة مصنوعة من النحاس ، ويتم إدخالها بواسطة ثقب ضئيل في حد الأنف. يكمل استعماله على يد ربط حبل الرصاص به إما فورا أو المرور عبره من سور الرأس ، أو للثيران الأكثر صعوبة ، يمكن استخدام عمود الثور (أو عصا الثور). ذاك عمود صلب يصل طوله حوالي 1 متر (3 أرجل) مع مشبك في أحد طرفيه ؛ ذلك يعلق على الحلقة ويسمح للثور أن ينهي قيادته وإبعاده عن معالجه.
يمكن إبقاء الثور العدواني مقيدًا في حظيرة ثور ، وهو سكن وقلم مبنيان بقوة ، وغالبًا مع مقر للسماح بإطعام الثور دون دخول القلم. إذا سمح للثور العدواني بالرعي بالخارج ، ولقد تكون ثمة عوز إلى احتياطات تكميلية للمساعدة في تجنب إيذاء الناس. واحدة من الأساليب هي قناع الثور ، الذي إما يغطي عيون الثور تمامًا ، أو يقيد بصره على الأرض في مواجهته على الفور ، لذا لا يمكنه رؤية ضحيته المحتملة. ثمة كيفية أخرى تتمثل في ربط طول سلسلة بحلقة أنف الثور ، بحيث إذا وقف على قدميه ببط رأسه بالتحميل ، فإنه يخطو على السلسلة ويتم تربيته بأسلوب قصير. عوضاً عن هذا ، قد يكون الثور محدودًا أو محصورًا بالسلاسل بحلقته أو عن طريق سياج إلى بدن صلب مثل حلقة مثبتة في الأرض.
في المراعي الجسيمة ، لا سيما إذ يتم تربية الثور مع الماشية الأخرى ، يمكن بيسر إطعام الحيوانات من سيارة نقل ضئيلة أو جرار ، حيث تمنح السيارة ذاتها عدد محدود من الحراسة للبشر المعنيين. بشكل عام ، تميل الثيران التي يتم الاحتفاظ بها مع الأبقار إلى أن تكون أقل عدوانية من هذه التي ينهي الاحتفاظ بها بمفردها. في حالات القطيع ، غالبًا ما تكون الأبقار ذات العجول الضئيلة أكثر خطورة على البشر. في غير موسمها ، يمكن الاحتفاظ بثيران متعددة معًا في "قطيع أعزب".

### التلقيح الصناعي
تدير الكثير من مزارع ومحطات الماشية الثيران مع الأبقار ، ومعظم مزارع الألبان أو لحوم البقر كانت لديها ثيرانًا شخصًا على الأقل ، إن لم يكن غفيرة ، لأغراض إصلاح القطيع. ومع ذلك ، فإن المشكلات المرتبطة بالتعامل مع الثور (خاصة إذ يلزم إزاحة الأبقار من وجوده للعمل) دفعت الكمية الوفيرة من مزارعي الألبان إلى تقييد أنفسهم بالتلقيح الاصطناعي (AI) للأبقار. ينهي إخراج السائل المنوي من الثيران وتخزينه في عبوات من النيتروجين السائل ، حيث يشطب الاحتفاظ بها حتى يمكن بيعها ، وفي ذلك الدهر يمكن أن تكون مربحة للغاية ؛ في الواقع ، يربي العديد من مربي الماشية الثيران خصيصًا لذا الغرض. يستخدم الذكاء الاصطناعي أيضًا لتطوير جودة القطيع ، أو لتقديم تقاطع من سلالات الدم. يحبذ قليل من مربي الماشية استعمال الذكاء الاصطناعي للسماح لهم بالتكاثر لمجموعة ثيران متباينة في سيزون فرد أو لتربية أفضل مخزون لديهم إلى ثور أفضل جودة مما يمكن لهم تحمله لشرائه على الفور. يمكن أيضًا استعمال الذكاء الاصطناعي جنبًا إلى جنب مع نقل الأجنة للسماح لمنتجي الماشية بإلحاق تكاثر حديث لقطعانهم.

## العلاقة مع البشر
على الرغم من واجباتهم الإنجابية، تستخدم الثيران أيضًا في عدد محدود من الألعاب الرياضية، بما في هذا مصارعة الثيران وركوب الثيران. تم دمجها أيضًا في المهرجانات والمناسبات الشعبية مثل ماراثون الثيران وشوهدت في الرياضات القديمة مثل القفز على الثيران. بصرف النظر عن أن الثيران أصغر شيوعًا من الذكور المخصي، سوى أنها تستخدم كثور في عدد محدود من الأنحاء. تم تجريم رياضة اصطياد الثيران، التي كانت ذائعة في الماضي، والتي يشطب فيها مهاجمة الثور من قبل كلاب تم تربيتها وتدريبها خصيصًا (والتي صارت تُعرف باسم البلدغ)، في إنجلترا بمقتضى تشريع القسوة على الحيوانات لسنة 1835.
مثلما هو الشأن مع الحيوانات الأخرى ، تم اعتبار قليل من الثيران حيوانات منزلية. المطرب تشارو ، كمثال على هذا ، امتلك ثورًا أليفًا اسمه مانولو.

## الأهمية في الثقافة الانسانية
احتلت الثيران المقدسة رتبة ذات لزوم في الثقافة الإنسانية منذ ما قبل مطلع الزمان الماضي المدون. توضح في لوحات الكهوف التي يقدر وجودها في الدنيا بـ 17000 عام. يلعب ثور السماء الأسطوري دورًا في ملحمة جلجامش السومرية القديمة ، والتي يرجع تاريخها إلى عام 2150 قبل الميلاد. تنعكس ضرورة الثور في ظهوره في دائرة الأبراج مثل برج الثور ، وظهوره الوفيرة في الأساطير ، إذ يصبح على علاقة غالبًا بالخصوبة. انظر ايضا قربان. في الهندوسية ، يُعبد الثور المسمى ناندي، الذي يُصوَّر عادةً جالسًا ، على أساس أنه مركبة للإله شيفا ويُصوَّر على الكثير من صور هذا الإله.
من الناحية الشكلية ، يتجلى الثور بأسلوب دارج في شعارات النبالة. توضح الثيران كرسوم على أذرع العدد الكبير من العائلات الإنجليزية. تبدو الثيران المجنحة كمؤيدين في أحضان مؤسسة الجزارين العبادة. في العصر الحوار ، يكمل استعمال الثور كتعويذة من قبل جميع من الفرق الرياضية للهواة والمحترفين.
تستمتع الثيران أيضًا بأهمية خصوصا في الثقافة الإسبانية ، حيث يجري إقامة الاحتفال بركض الثيران كل عام أثناء فصل الصيف. أثناء ذاك المهرجان ، تنشد عدد من العدائين البشريين تُدعى "موزوس" الانتصار على عدد من الثيران تجري خلفهم ، في حين تتابع وترصد جماهير هائلة الماراثون بأكمله.